# Nise da Silveira
Nise da Silveira   (Maceió, 15 de febrer de 1905 - Rio de Janeiro, 30 d'octubre de 1999) fou una psiquiatra brasilera, deixebla de Jung. Dedicà la seua vida a la psiquiatria, i fou radicalment contrària a les formes agressives de tractament de la seua època, com ara el confinament en psiquiàtrics, electroxocs, insulinoteràpia, i lobotomia.

## Formació
La formació bàsica, la realitzà en col·legis de monges, que en aquesta època eren exclusius per a xiquetes, com per exemple el Col·legi del Santíssim Sagrament de Maceió. Son pare era periodista i director del Jornal de Alagoas.
De 1921 a 1926 estudia en la Facultat de Medicina de Bahia, on es forma com l'única dona entre 157 homes d'aquesta promoció. En aquesta època, es casa amb Mário Magalhães da Silveira, col·lega de promoció, amb qui visqué fins a la seua defunció al 1986.
Al 1927, després de la defunció del seu pare, es traslladaren a Rio de Janeiro, on participaren en l'ambient artístic i literari de la ciutat.
Al 1932, amb 27 anys, guanya un concurs per a un lloc de psiquiatra i al 1933 treballa en el Serviço de Assistência a Psicopatas i Profilaxia Mental de l'Hospital de Praia Vermelha; aquest mateix any, estudia en la Clínica neurològica d'Antônio Austregésilo.

## Presó
Durant la revolta comunista, fou denunciada per una infermera per la possessió de llibres marxistes. Aquesta denúncia la dugué a presó al 1936, al presidi de Frei Caneca, 18 mesos. En aquest presidi també es trobava detingut Graciliano Ramos, i pels seus freqüents contactes, esdevingué un dels personatges del seu llibre Memórias do cárcere.
De 1936 a 1944 roman amb el seu marit en semiclandestinitat, allunyada del servei públic per raons polítiques. Realitzà profundes lectures reflexives de les obres de Spinoza, material que publicaria en el seu llibre Cartes a Spinoza el 1995.

## Centre Psiquiàtric del barri Engenho de Dentro

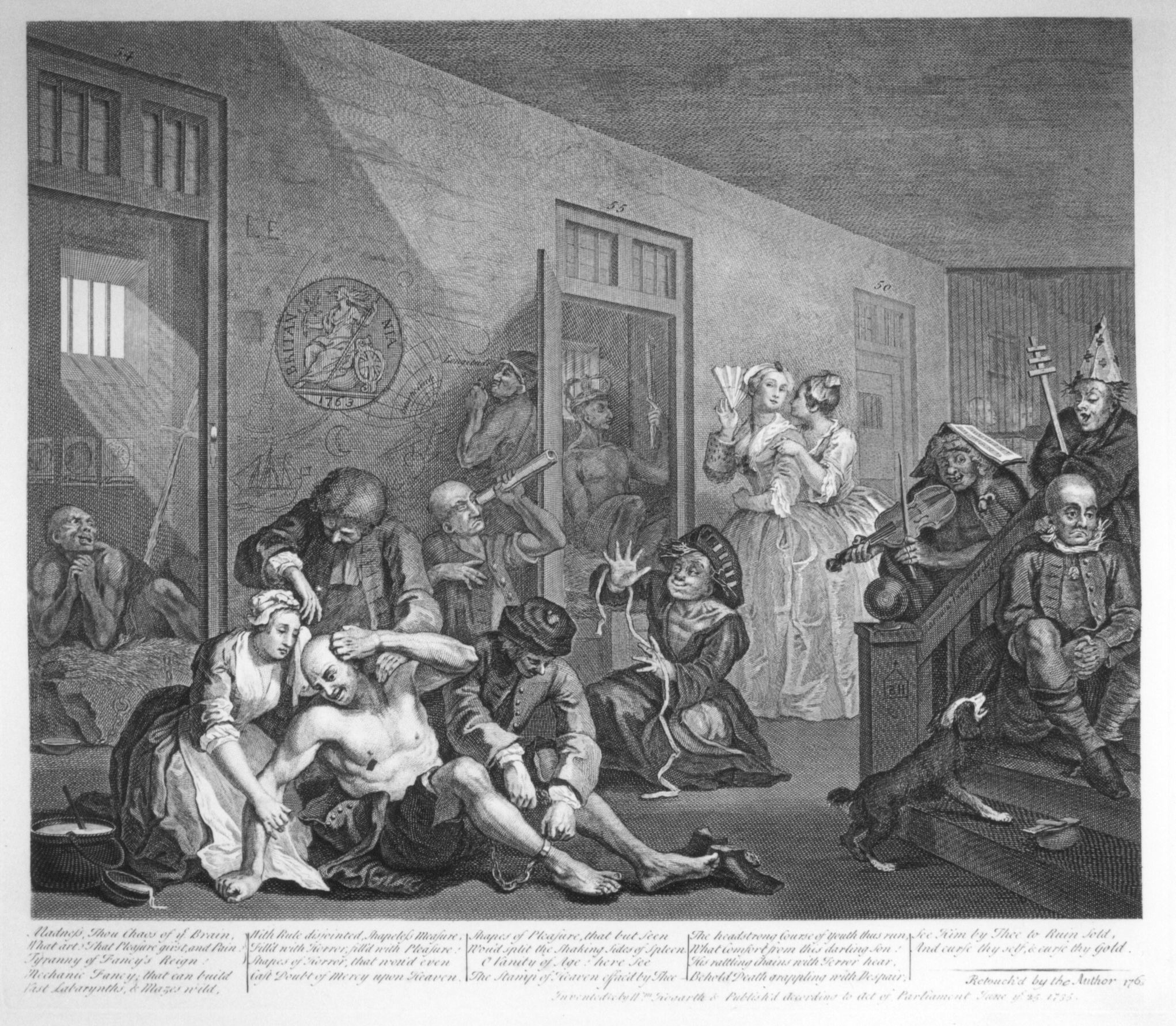
Gravat de William Hogarth representant un manicomi. El treball de Nise da Silveira fou pioner en la lluita antimanicomial al Brasil

Al 1944, es reincorporà al servei públic i treballa al Centre Psiquiàtric Nacional Pedro II, al barri Engenho de Dentro, de Rio de Janeiro, on reprén la seua lluita contra les tècniques psiquiàtriques que considerava agressives per als pacients.
Pel seu continu enfrontament amb els mètodes que s'adoptaven en les infermeries, Nise da Silveira fou transferida al Servei de teràpia ocupacional, activitat en aquells dies menyspreada pels metges. Així, al 1946, funda en aquesta institució la Secció de Terapèutica Ocupacional.
En lloc de les tradicionals tasques de neteja i manteniment que els pacients havien de realitzar com a teràpia ocupacional, ella organitzà tallers de pintura i de modelatge perquè els malalts rescataren els seus vincles amb la realitat, amb expressions simbòliques i creatives, revolucionant la psiquiatria llavors practicada a l'estat.
Museu d'Imatges de l'Inconscient

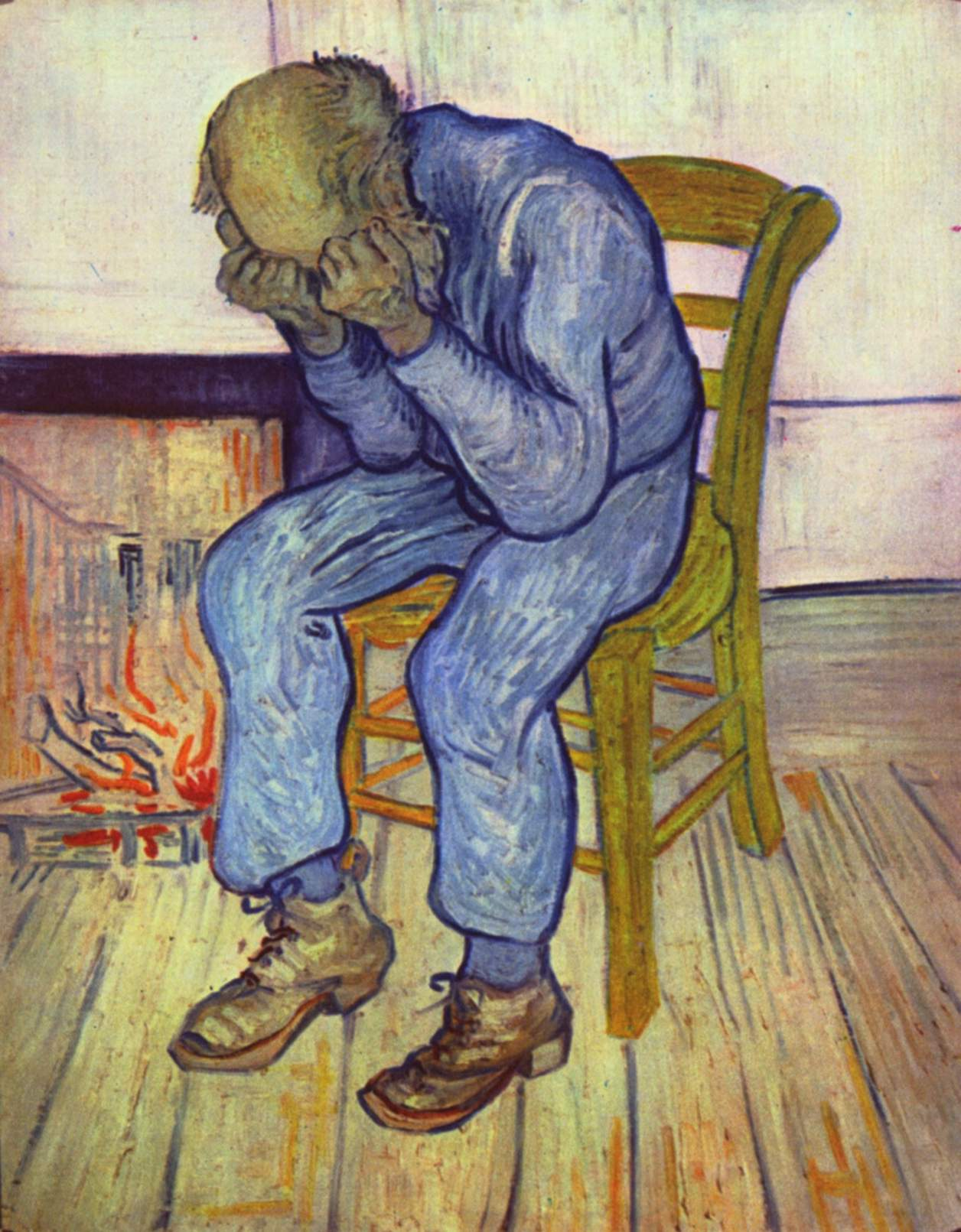
La biografia de Van Gogh fou una referència important per als estudiosos interessats a comprendre les possibilitats terapèutiques del treball creatiu enfront de les pertorbacions emocionals

Al 1952, funda el Museu d'Imatges de l'Inconscient, a Rio de Janeiro, un centre d'estudi i recerques destinat a la preservació dels treballs produïts en els estudis de modelatge i pintura que creà en la institució, valorant-los com a documents que obrien noves possibilitats per a una comprensió més profunda de l'univers interior de l'esquizofrènia.
Entre altres artistes pacients que crearen obres, i que s'incorporaren a la col·lecció d'aquesta institució, destaquen: Adelina Gomes; Carlos Pertuis, Emygdio de Barros, Octávio Inácio... Aquest valuós patrimoni, l'incorporà al seu llibre Imagens do inconsciente, films, exposicions...: en participà en algunes molt significatives, com Mostra Brasil 500 Anos.
Entre 1983 i 1985, el cineasta Leon Hirszman realitzà Imagens do Inconsciente, una trilogia amb obres dels interns, a partir d'un guió creat per Nise da Silveira.
La Casa de les Palmeres
Pocs anys després de la fundació del museu, al 1956, Nise elabora un altre projecte, també revolucionari per a l'època: la Casa de les Palmeres, una clínica per a la rehabilitació d'antics pacients d'institucions psiquiàtriques. Els seus ocupants podien diàriament expressar la seua creativitat; eren tractats com a pacients externs en una etapa intermèdia entre la rutina hospitalària i la seua reintegració a la vida quotidiana en societat.
L'auxili terapèutic d'animals als pacients

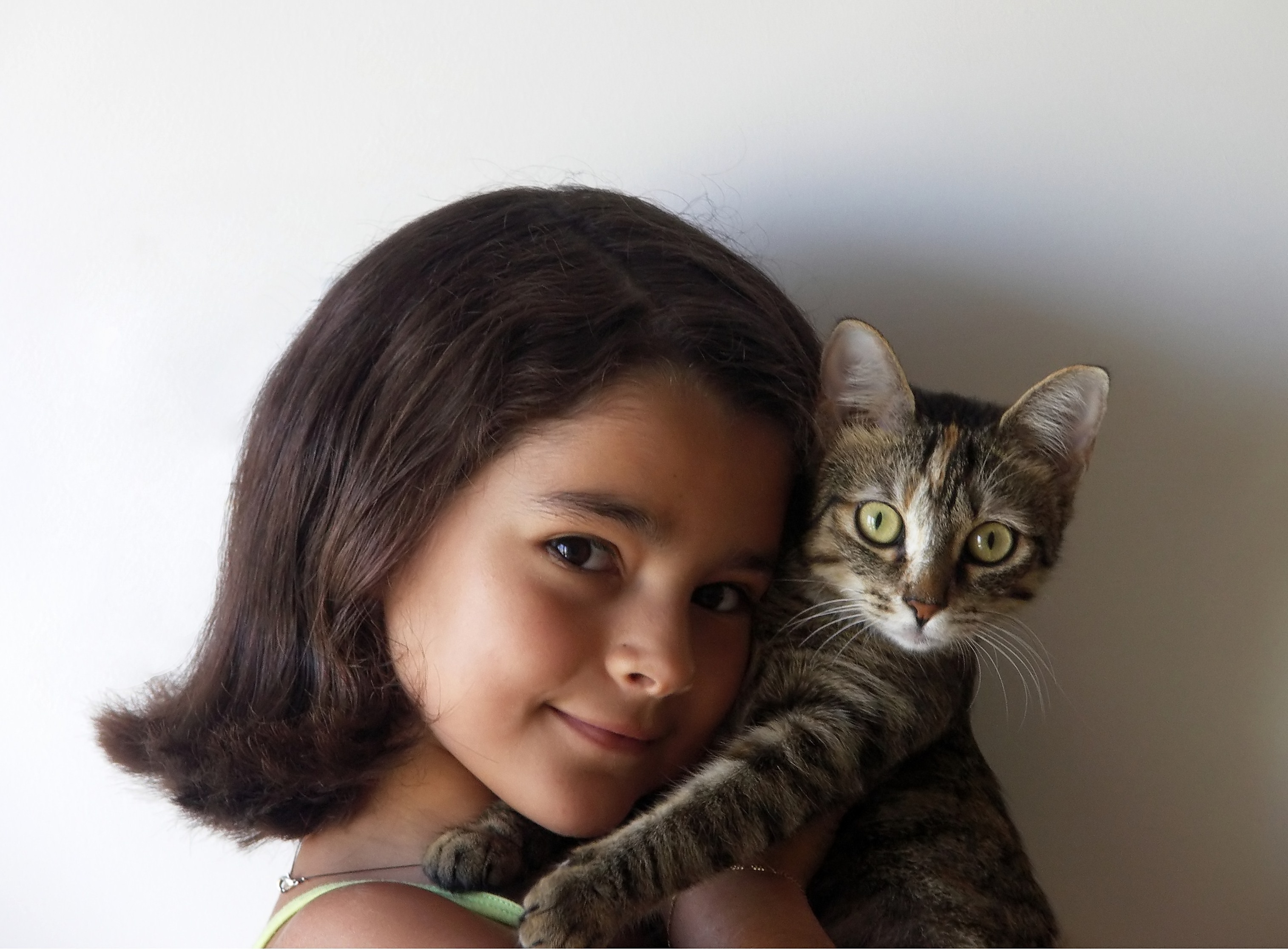
En percebre que les relacions entre la responsabilitat de cuidar d'un animal i el desenvolupament de llaços afectius podien contribuir a la rehabilitació de malalts mentals, Nise da Silveira els incorpora al seu treball, com a coterapeutes

Fou una pionera en els estudis de les relacions emocionals entre pacients i animals, als quals solia anomenar coterapeutes.
En percebé, per primera vegada, aquesta possibilitat de tractament en observar com un pacient a qui havia delegat les cures d'una cadella abandonada a l'hospital, millorà en tenir la responsabilitat de tractar l'animal; i comprengué que es produïa com un punt de referència afectiva estable en la seua vida. Explicità part d'aquests processos amb una exposició en el seu llibre Gatos, a emoção de lidar, publicat al 1998.

## Pionera de la psicologia de Jung al Brasil
Amb els seus treballs, Nise da Silveira divulgà al Brasil la psicologia analítica de Jung.
Interessada en els estudis de Jung sobre els mandala, tema recurrent en les pintures dels seus pacients, escriu al 1954 a Carl Gustav Jung, i inicienun profitós intercanvi epistolar.
Jung l'estimulà a presentar una mostra de les obres dels seus pacients, anomenada "A Arte e a Esquizofrenia", que ocupà cinc sales en el II Congres Internacional de Psiquiatria realitzat al 1957, a Zúric. En visitar amb ella l'exposició, Jung l'orientà a estudiar mitologia per a la comprensió dels treballs dels interns psiquiàtrics.
Nise da Silveira estudià, amb una beca del Consell Nacional de Recerca del Brasil, en l'Institut Carl Gustav Jung en dos períodes: de 1957 a 1958; i de 1961 a 1962. Hi rebé supervisió en psicoanàlisi d'una de les assistents de Jung: Marie Louise von Franz.
En retornar al Brasil, formà en el seu consultori el Grup d'Estudis Carl Jung, que presidí fins al 1968.
Escrigué, entre d'altres, Jung: vida i obra, publicat al 1968.

## Obres publicades
- Jung: vida i obra, Rio de Janeiro: José Álvaro Ed., 1968
- Imagens do inconsciente. Rio de Janeiro: Alhambra, 1981
- Casa das Palmeiras. A emoção de lidar. Uma experiência em psiquiatria. Rio de Janeiro: Alhambra, 1986
- O mundo das imagens. São Paulo: Ática, 1992
- Nise da Silveira. Brasil, COGEAE/PUC-SP, 1992
- Cartes a Spinoza. Rio de Janeiro: Francisco Alves, 1995
- Gatos, A Emoção de Lidar. Rio de Janeiro: Léo Christiano Editorial, 1998

## Honors

### Heroïna de la Pàtria
En virtut de la Llei Federal núm. 14401, de 2022, el Congrés Nacional del Brasil va decretar la inscripció de la psiquiatra en el Llibre dels Herois i Heroïnes de la Pàtria, un memorial cenotàfic situat dintre del Panteó de la Pàtria i de la Llibertat Tancredo Neves de Brasília, creat per honorar la memòria de les persones que millor van servir en la construcció i defensa del país.

### Reconeixement internacional
Fou fundadora de la Societat Internacional de Psicopatologia de l'Expressió, amb seu a París.
Els seus estudis en teràpia ocupacional, i l'enteniment dels processos psiquiàtrics per les imatges de l'inconscient donà origen a exhibicions, films, documentals, audiovisuals, cursos, simposis, publicacions i conferències.
En reconeixement del seu treball, Nise fou recompensada amb condecoracions, títols i premis en diferents àrees del coneixement, com ara:
- Orde de Rio Branco en Grau d'Oficial, pel Ministeri de Relacions Exteriors, 1987
- Prêmio Personalidade do Ano de 1992", de l'Associació Brasilera de Crítics d'Art
- Medalla Chico Mendes, del grup Tortura Nunca Mais, 1993
- Orde Nacional del Mèrit Educatiu, pel Ministeri d'Educació i d'Esports, 1993

La seua obra i idees inspiraren la creació de museus, centres culturals i institucions terapèutiques semblants a les creades en alguns estats del Brasil, i en l'exterior, com per exemple:
- Museu Bispo do Rosário de la Colònia Juliano Moreira, Rio de Janeiro
- Centre d'Estudis Nise da Silveira, Juiz de Fora, Minas Gerais
- Espai Nise da Silveira del Nucli d'Atenció Psicosocial, Recife
- Nucli d'Activitats Expressives Nise da Silveira, de l'Hospital Psiquiàtric São Pedro, Porto Alegre, Rio Grande do Sul
- Associação de Convivência Estudo i Perquisició Nise da Silveira, Salvador, Bahia
- Centro de Estudos Imagens do Inconsciente, de la Universitat de Porto, Portugal
- Associació Nise da Silveira - Imatges de L'Inconscient, París, França
- Museu Attivo delle Formi Inconsapevoli, Genova, Itàlia

L'antic Centre Psiquiàtric Nacional de Rio de Janeiro rebé en el seu homenatge el nom d'Institut Municipal Nise da Silveira.
Al 2015 s'estrena la pel·lícula Nise: El cor de la bogeria, dirigida per Roberto Berliner i protagonitzada per Glória Pires, que se centra en el treball desenvolupat per Nise al Centre Psiquiàtric del barri Engenho de Dentro.